# Marjorie Clark
Marjorie Clark   (KwaZulu-Natal, 6 de novembre de 1909 - valor desconegut, 15 de juny de 1993) va ser una atleta sud-africana que va competir durant les dècades de 1920 i 1930.
El 1928 va prendre part en els Jocs Olímpics d'Amsterdam, on va disputar dues proves del programa d'atletisme. Fou cinquena en el salt d'alçada i quedà eliminada en semifinals en els 100 metres llisos. Quatre anys més tard, als Jocs de Los Angeles, va disputar tres proves del programa d'atletisme. Va guanyar la medalla de bronze en els 80 metres tanques, mentre tornà a ser cinquena en el salt d'alçada i quedà eliminada en sèries en els 100 metres llisos.
En el seu palmarès també destaquen dues medalles d'or als Jocs de l'Imperi Britànic de 1934 a Londres.

## Millors marques
- 80 metres tanques. 11.8" (1931)
- 100 metres. 12.5" (1932)
- 200 metres. 25.5" (1935)
- Salt d'alçada. 1,606 metres (1934)